# Tiziano Arlotti
Tiziano Arlotti (Rimini, 14 dicembre 1959) è un politico italiano.

## Biografia
Sposato con due figli. Dopo il diploma magistrale, ha alternato il lavoro all'impegno sindacale, sociale e politico. Per tredici anni è stato sindacalista CISL, prima Segretario della Provincia di Rimini e poi Segretario Regionale.
Ha fondato l'Associazione Lavoratori Frontalieri presso la Repubblica di San Marino di cui è stato Presidente.
Come amministratore, ha ricoperto gli incarichi di Presidente Iacp, Assessore Comunale ai Lavori Pubblici nella giunta comunale di Rimini dal 1999 al 2006 (I e II Giunta Ravaioli) e, nello stesso comune, Consigliere Comunale per L'Ulivo dal 2006 al 2011. Oggi è impiegato presso un consorzio di imprese cooperative. Fin da giovanissimo ha iniziato ad occuparsi di ricerche archeologiche, storiche ed archivistiche. Giornalista Pubblicista, iscritto all'Ordine, dal 2007 conduce su Rete8VGA Telerimini la trasmissione “In zir par la Rumagna” e ha ideato e tuttora conduce “I nostri Tesori” per la valorizzazione del patrimonio storico-artistico locale.

### Elezione a deputato
Alle elezioni politiche del 2013 viene eletto deputato della XVII legislatura della Repubblica Italiana nella circoscrizione XI Emilia Romagna.
Nel 2018 è candidato al Senato nel collegio uninominale di Rimini, ma non viene eletto in quanto sconfitto dal candidato del centro-destra Antonio Barboni.